# Conops aurantius
Conops aurantius är en tvåvingeart som beskrevs av Enrico Adelelmo Brunetti 1925. Conops aurantius ingår i släktet Conops och familjen stekelflugor. Inga underarter finns listade i Catalogue of Life.